# Колыбель (роман)
Колыбель (англ. Cradle) — научно-фантастический роман 1988 года Артура Кларка и Джентри Ли. Основной предпосылкой романа является контакт между несколькими людьми из района Майами в 1994 году и суперроботами из поврежденного космического корабля, затонувшего близ побережья Флориды.
Телекоммуникационные достижения, такие как видеотелефоны и высокоэффективное подводное сканирующее оборудование, используемое в историческом мостике, — из повседневных, реальных аспектов технологического прогресса в ближайшем будущем.

## Сюжет
В 1994 году морские пехотинцы тестируют новую ракету, но после запуска она таинственно исчезает, и ясно, что если ракета достигнет гражданских районов, у них будут большие неприятности. В это же время журналист Кэрол Доусон узнаёт о необычном поведении китов в районе Майами и решает написать статью об этом.
Д-р Дейл Майклс из Министерства внутренних дел (Майами-океанографический институт), вооружившись специальным оборудованием, предоставленным её другом, отправляется расследовать слухи о пропавшей ракете, принадлежащей морским пехотинцам. Она нанимает Ника Уильямса и Джефферсона Трои, владельцев небольшой лодки, чтобы добраться до Мексиканского залива и исследовать, имеет ли ракета какое-то отношение к таинственному поведению китов.
Доусон, Уильямс и Трой, ища ракету, обнаружили поврежденный корабль на дне моря, который вступил в контакт с землянами и попросил добыть материалы для ремонта, чтобы вернуться к своей миссии. Перед тем, как покинуть Землю, корабль попросил людей оставить колыбель, потому что это очень помогло бы человеческой расе, чтобы такие сверхчеловеческие семена развивались быстрее и лучше во времени, но в конце концов люди отказываются, чтобы избежать будущих войн между людьми и сверхлюдьми.